# Staal (legering)

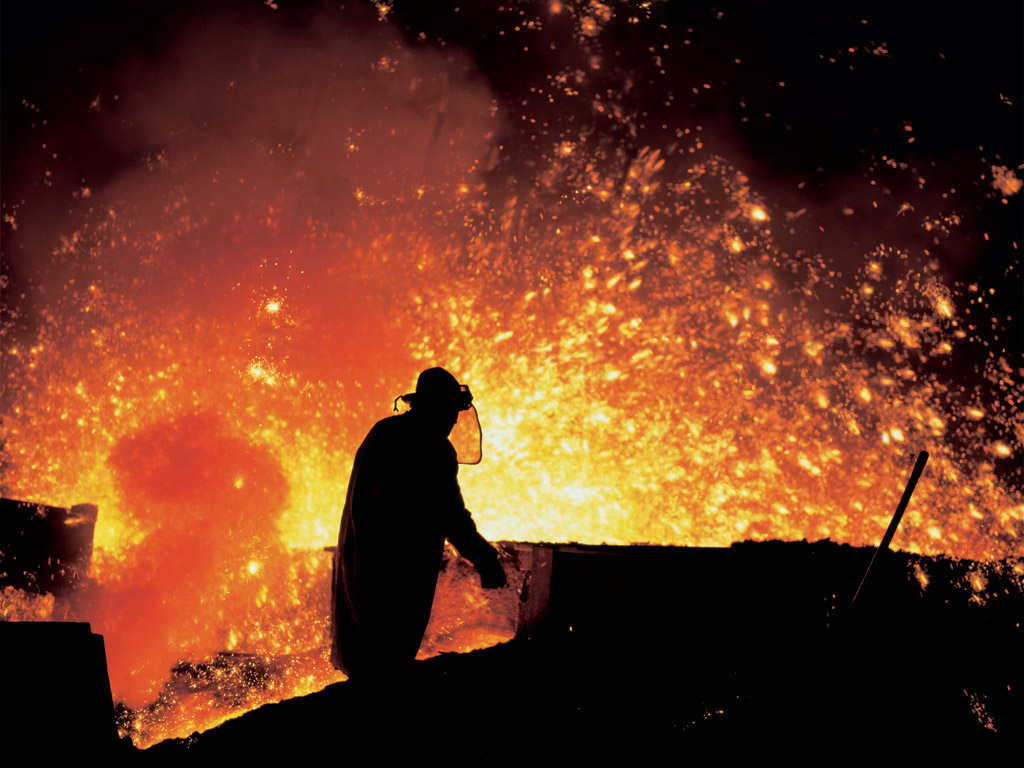
Hoogoven in bedrijf

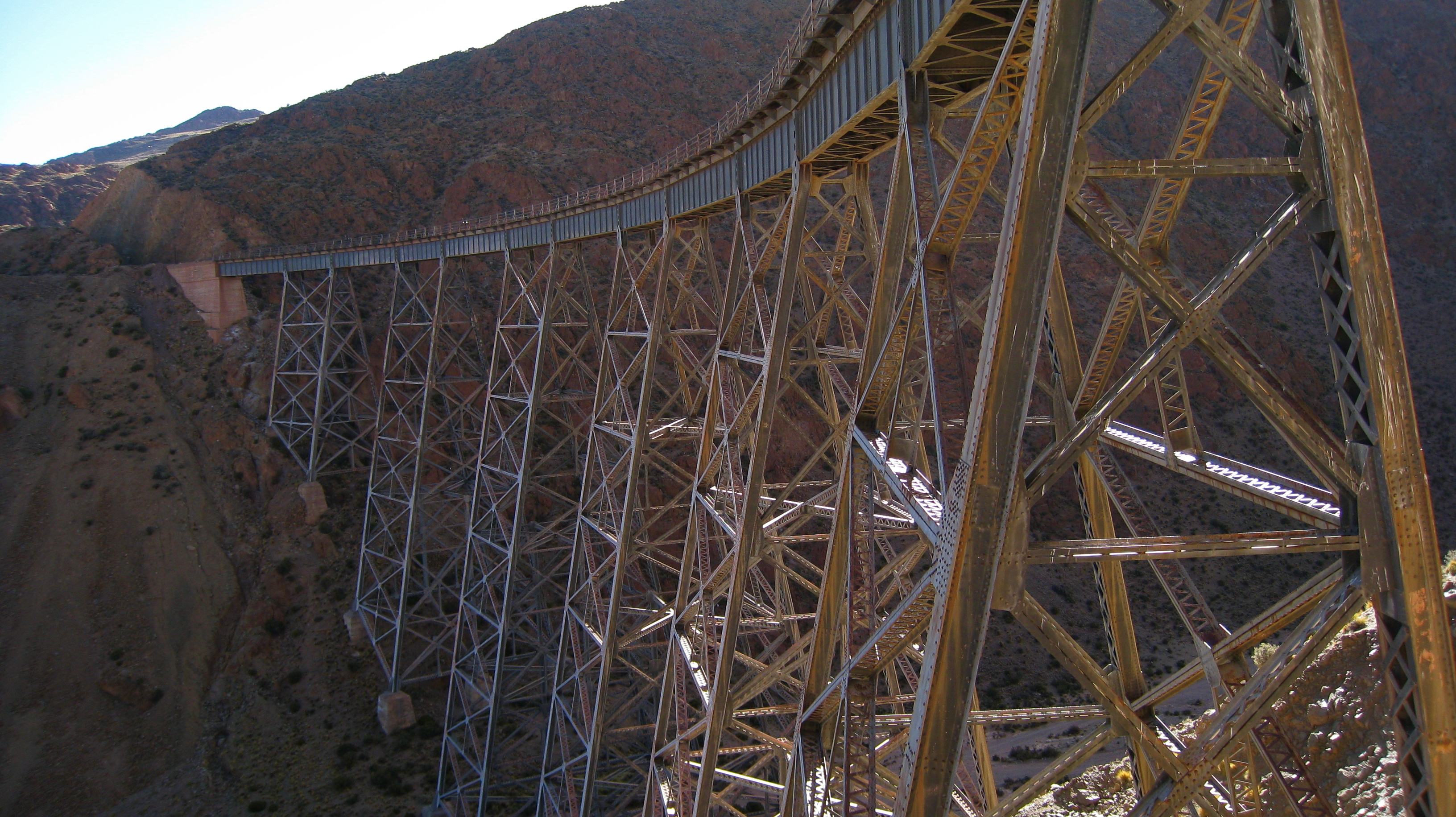
Stalen brug

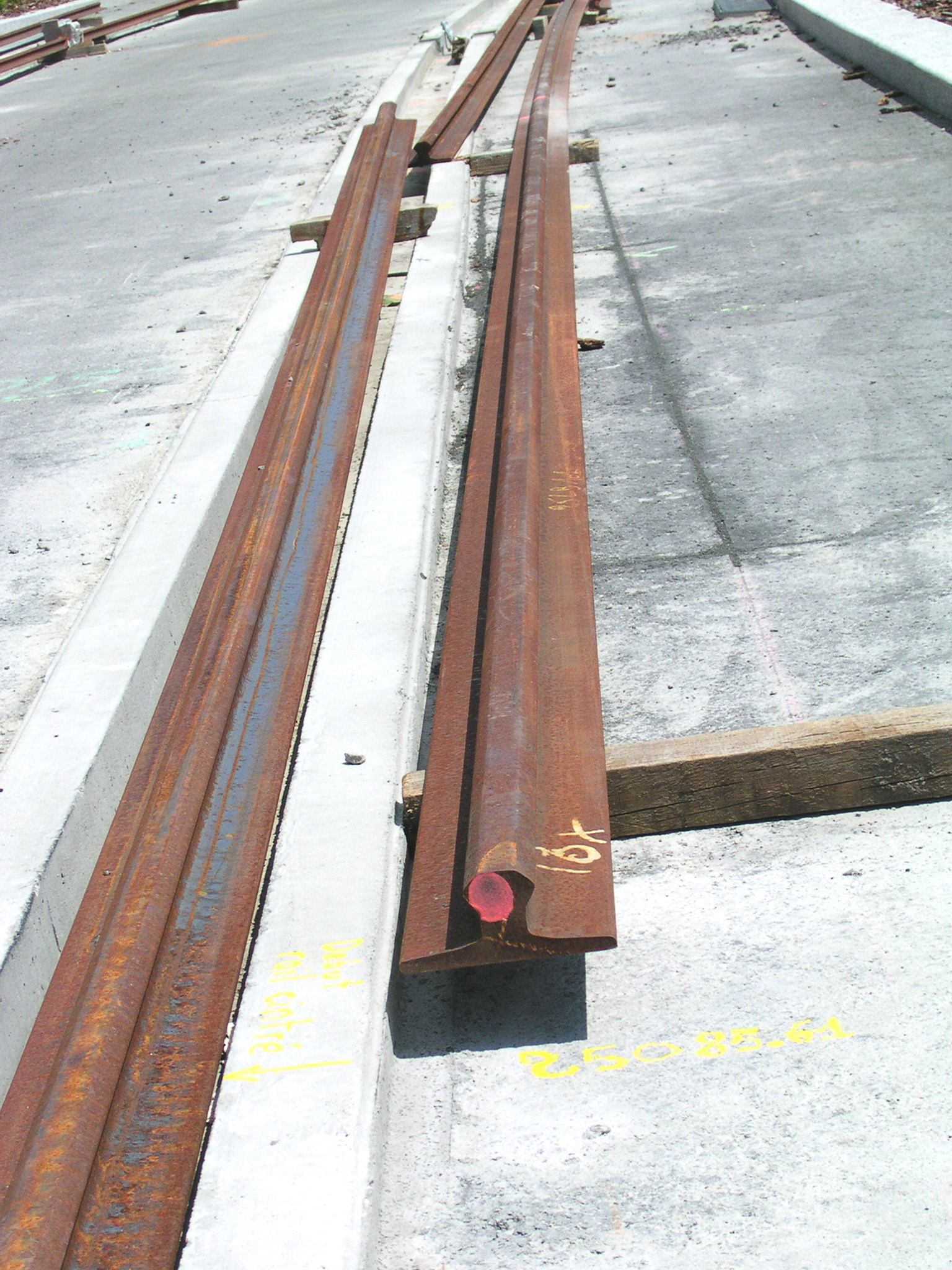
Stalen tramrails

Staal is een legering bestaand uit ijzer (Fe) en koolstof (C). De term staal wordt met name gebruikt voor ijzerlegeringen met een zodanig beperkt koolstofgehalte (typisch maximaal 1,8% C) of gehalte aan toevoegingen als chroom, dat ze warm vervormd kunnen worden. Hierin onderscheidt staal zich van bijvoorbeeld gietijzer, dat een hoger koolstofgehalte heeft.
Er zijn veel verschillende legeringen met deze twee elementen, meestal ook met andere bestanddelen, er bestaan dus ook zeer veel soorten staal. Door de grote keuze en zijn goede bewerkbaarheid is het een veel gebruikt constructiemateriaal. De koolstof wordt gebruikt om een hoge treksterkte en hardheid te verkrijgen.
Wereldwijd wordt er jaarlijks ongeveer 1800 miljoen ton staal geproduceerd.

## Geschiedenis van de staalbereiding

### Oudheid
IJzer wordt al meer dan 4000 jaar gebruikt voor diverse doeleinden. Het bereiden van kwalitatief hoogwaardig staal is eeuwenlang erg moeilijk geweest.
Het eerste door mensen vervaardigde ijzer werd omstreeks 1500 v.Chr. in laagovens gemaakt in het Hettitische Rijk, grotendeels gelegen in het huidige Anatolië. Zo'n drie eeuwen lang was deze techniek een zorgvuldig gekoesterd geheim van de Hettieten, maar na de val van hun rijk verspreidde deze metallurgische kennis zich betrekkelijk snel over grote delen van de Oude Wereld (IJzertijd).
De oudste Chinese archeologische vondsten van dergelijk smeedijzer dateren uit de 14de eeuw v.Chr.
Laagovens zijn lage ovens, waarin om en om lagen houtskool en ijzererts werden gestapeld. Met blaasbalgen werd daar voorverwarmde lucht doorheen geblazen, waarbij de houtskool ging branden en er onder meer koolmonoxide werd gevormd, dat het ijzer uit zijn oxiden vrijmaakt volgens de reactie:
{\displaystyle {\ce {Fe2O3 + 3 CO -> 2 Fe + 3 CO2}}}
Daarbij werden slechts temperaturen bereikt lager dan het smeltpunt van ijzer. Dat had tot gevolg dat het ijzer niet gescheiden werd van de resten van het erts, de zogenaamde slak, en dat het ook weinig van de koolstof opnam. Het product was een buigzaam en zacht, vrijwel koolstof-loos ijzer met veel stukjes slak erin.
Om van dit zachte smeedijzer een harder kwaliteitsstaal te maken, moesten eerst met veel geduld de stukjes erts en slak uit het ijzer worden gehamerd. Vervolgens moest het hete ijzer dan gedurende lange tijd met houtskool in contact worden gebracht, zodat het voldoende koolstof kon absorberen. Het was moeilijk dit proces goed te beheersen, zodat staal vele eeuwen lang een zeer kostbaar product bleef.

### Nieuwe tijd

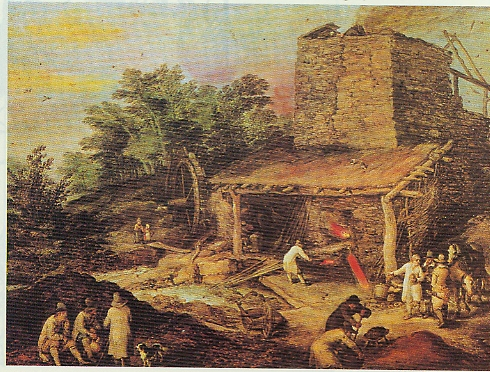
Hoogoven in de 17e eeuw

Pas met de uitvinding van de hoogoven werd staal in grotere hoeveelheden geproduceerd. Dit proces werd al in de 8e eeuw v.Chr. in China toegepast, in Europa werd dit pas in de 15e eeuw ontdekt. Dit was een metershoge oven, die in principe op ongeveer dezelfde manier functioneerde als de laagoven, maar waarin wel een hogere temperatuur kon worden bereikt. Het ijzer kwam hierin wel tot smelten, zodat het gesmolten ijzer aan de voet van de oven kon worden afgetapt. Het ijzer was nu vrij van resten erts en slak, maar er was nu te veel koolstof in opgelost, nl. ongeveer 4%, terwijl goed staal 0,5 tot 2% koolstof bevat. Het aldus verkregen gietijzer was wel zeer hard, maar ook bros. Dit was voor sommige toepassingen een geschikt materiaal, maar onbruikbaar voor bijvoorbeeld zwaarden en snel bewegende machineonderdelen.
Om hiervan goed staal te maken, moest het product lange tijd in hete toestand worden gehamerd, zodat het grootste deel van de koolstof aan de lucht kon verbranden. Dat was een zo omslachtig proces dat men vaak verkoos staal te bereiden uit smeedijzer dat in laagovens was geproduceerd. Kwalitatief hoogwaardig staal bleef dus een kostbaar product. Het ijzerverbruik steeg in de meeste landen daarom niet ver boven het traditionele pre-industriële niveau van ongeveer 1 à 2 kilo per hoofd per jaar. Als gevolg van verbeteringen in de winning van ijzer kwam er in Engeland in 1755 zo'n 10 kg ijzer per hoofd van de bevolking per jaar beschikbaar.
De oudste Europese boeken over metallurgie zijn de (De la) pirotechnia (1540) van Vannoccio Biringuccio en de De re metallica (1556) van Georgius Agricola. Hoofdstuk 17 van boek 1 van de Pirotechnia beschrijft een productieproces van wat we tegenwoordig gietstaal noemen door blokken smeedijzer onder te dompelen in vloeibaar gietijzer en 6 uur lang te roeren.
Vanaf de 18de eeuw werden nieuwe metalen ontdekt die in legeringen sommige eigenschappen van staal kunnen verbeteren: nikkel (1751), mangaan (1774), molybdeen (1778), wolfraam (1781), titanium (1790), chroom (1797), niobium (1801), tantaal (1802) en vanadium (1803). Een van de eerste wetenschappers die staallegeringen op hun eigenschappen onderzocht, was Michael Faraday. Hij begon met een studie over de samenstelling van woetsstaal in 1819 en publiceerde daarna verslagen van experimenten met toevoeging van zilver, platina, rodium, nikkel en chroom. Pierre Berthier ontdekte in 1821 de zuurbestendigheid van chroomstaal.

### Heden
Pas de laatste 200 jaar is men door verbetering van het productieproces (bijvoorbeeld het Bessemer- en het oxystaalprocedé) erin geslaagd het ijzer betrekkelijk gemakkelijk te zuiveren tot een zodanig laag koolstofgehalte (minder dan 2%) dat het ductiel genoeg was om bewerkt te kunnen worden (bijvoorbeeld: walsen).
Andere verbeteringen van de afgelopen twee eeuwen:
- men ging cokes gebruiken in plaats van houtskool, zodat grootschalige ijzerproductie geen aanslag meer deed op de bossen, maar wel een eerste aanzet was tot het grootschalig gebruik van fossiele brandstof.
- door toegenomen kennis van de chemie leerde men welke stoffen men aan het erts moest toevoegen om ongewenste bestanddelen (bijvoorbeeld te veel zwavel of te veel fosfor) om te zetten in stoffen die zich met de slak vermengen, zodat het veel gemakkelijker werd om een kwalitatief hoogwaardig staal te vervaardigen.

## Processtappen
Er zijn twee belangrijke productiemethoden van staal met verschillende processen. Staal kan worden gefabriceerd door nieuw ijzererts dat is gedolven uit de grond te bewerken, maar ook de recycling van bestaand staal, schroot, is zeer goed mogelijk.

### Productie uit erts

#### Hoogovens
Een hoogoven produceert ruwijzer door het smelten van een mengsel van ijzererts, cokes, kalksteen en andere legeringselementen. Dit ruwijzer bevat ongeveer 4-5% koolstof en ook een aantal andere verontreinigingen (onder andere fosfor en zwavel).

#### Converter
Door de aanwezigheid van bovengenoemde verontreinigingen is het ruwijzer nog onbruikbaar. Daarom wordt het nog verder gereinigd in een staalconverter. Het ontwerp van de converter is in de loop van de tijd geëvolueerd, en hangt ook af van de hoeveelheid fosfor in het ruwijzer. Historische converters zijn de Bessemerpeer (voor het Bessemerprocedé), de Gilchrist-Thomas-converter en de converter van Siemens-Martin; deze zijn bijna allemaal vervangen door het oxystaalprocedé, waarin met hoge snelheid bijna 100% zuurstof door het vloeibare ruwijzer geblazen wordt. Doordat zuurstof en koolstof zich erg gemakkelijk met elkaar verbinden wordt er koolstofmonoxide (CO) en koolstofdioxide (CO2) gevormd, die als gasvormige fase ontstaan en zich dus gemakkelijk laten verwijderen uit het vloeibare ruwijzer. Bij dit proces komen zeer hoge temperaturen voor, waarbij 1650 °C een gemiddelde waarde is van de lading.
Door deze behandeling komt er wel wat zuurstof in het staal te zitten. Dit kan later weer verwijderd worden door mangaan, aluminium of silicium toe te voegen. De zuurstof zal zich aan deze stoffen binden. De gevormde oxiden drijven op de stalen smelt, omdat hun dichtheid lager is dan die van staal. Deze drijvende laag oxiden op het staal noemt men slak en moet gescheiden worden van het staal voor het staal verder bewerkt kan worden. Er zal altijd een kleine hoeveelheid verontreinigingen in het staal achterblijven. Deze hoeveelheid is door de ver ontwikkelde staalbereidingsprocessen zo klein geworden dat het niet hinderlijk is.
Uit de converter, waar het ruwijzer is omgezet in staal (boven 2% aan koolstofgehalte wordt ijzer genoemd, onder de 2% aan koolstofgehalte heet staal), gaat het staal naar een panbehandelingsinstallatie waar het staal gehomogeniseerd wordt. Door toeslagstoffen (bijvoorbeeld niobium, mangaan, silicium, aluminium en schroot) wordt het staal op 'smaak' gebracht voor verdere verwerking.

#### Discontinu gietproces

Het discontinue gietproces van de coquilles

Als het staal zuiver genoeg is, moet het in een vaste vorm gegoten worden. Vroeger gebeurde dit tijdens een discontinu gietproces in zogenaamde coquilles tot ingots of blokvormen, grote cilindrische gietvormen. Nadat het staal in de ingot geheel afgekoeld was, werd het verder bewerkt tot plaatstaal of profielstaal. Dit had echter een groot nadeel: de verontreinigingen die nog in het staal zaten concentreerden zich veelal in het midden van de ingot, waardoor er daar een hoge concentratie verontreinigingen ontstond, wat - indien onvoldoende beheerst - tot problemen kan leiden.

#### Continugietproces
Bij continugieten wordt het staal in een gekoelde gietvorm gegoten, waar het al gedeeltelijk afkoelt. Zodra er een huid om de stalen smelt is gevormd, wordt het door middel van startkettingen uit de gietvorm getrokken en door rollen ondersteund als een streng staal uit de machine geleid. Hierna worden er door zuurstofbranders plakken van ongeveer 225 mm dik van gesneden.
Een andere manier van continugieten is het gietwalsproces. De dikte van de plak is hier ongeveer 70 mm en na het gieten wordt de plak door een oven geleid en direct gewalst. Dit levert een besparing op ten opzichte van de dikkere plak: die moet eerst weer opgewarmd worden alvorens gewalst te kunnen worden.

### Recycling
Ruim een kwart van de wereldstaalproductie is afkomstig van gerecycled schroot. Schroot kan op verschillende manieren worden hersmolten naar staal. Dit kan gebeuren in de convertor, waar een hoeveelheid schroot wordt toegevoegd aan het geconverteerde ruwijzer om het te koelen. Verder is de aanwezigheid van roest in het schroot een voordeel. De in het roest gebonden zuurstof helpt in de convertor bij het verwijderen van de overtollige koolstof in het ruwijzer.
Een andere mogelijkheid is gebruik van een vlamboogoven, die uitsluitend schroot als grondstof gebruikt. Deze vorm van productie is efficiënter, kost minder energie en de uitstoot van koolstofdioxide is minder. Ieder ton schroot dat tot staal wordt verwerkt vermijdt het gebruik van 1,4 ton ijzererts en 0,7 ton steenkool en zorgt voor 1,5 ton minder uitstoot van CO2. Verder vereist het minder grote installaties, een hoogoven is niet nodig, en investeringen in vergelijking tot de productie uit erts. Is het staal gesmolten en voldoet het aan de gestelde eisen dan wordt het gegoten op dezelfde manier als hierboven omschreven.
De kwaliteit van het schroot speelt een belangrijke rol. Sterk verontreinigd schroot geeft problemen bij het hersmelten. Vooral sporen van koper vormen een probleem, omdat koper niet uit ijzer kan worden geoxideerd. Daarom is het zorgvuldig selecteren van schroot in verschillende categorieën belangrijk.

### Koolstofdioxide uitstoot
Voor een geïntegreerd staalbedrijf ligt de emissie tussen de 1,6 en 2,2 ton CO2 per ton staal. Hiervan is zo’n 70% afkomstig van de omzetting van erts in ruwijzer in de hoogoven, 12% komt vrij bij de voorbereiding van het erts, 12% voor de afwerking van het staal en 7% bij het maken van het zuurstof en voor de opwekking van elektriciteit. Hierbij is uitgegaan van het oxystaalprocedé, bij de toepassing van het verouderde Siemens-Martinprocedé ligt de CO2 emissie ongeveer 1 ton hoger. Voor een mini-mill, die uitsluitend schroot verwerkt, ligt de totale uitstoot op zo’n 0,6-0,9 ton CO2. Hierbij is 45% afkomstig van de schrootverwerking, 35% van de afwerking van het staal en 16% van de productie van zuurstof en elektriciteit.
Door het gebruik van kolen in het belangrijkste productieproces van staal is er bijhorend een grote uitstoot van koolstofdioxide. In 2019 was de productie van staal verantwoordelijk voor 7 tot 9% van de mondiale koolstofdioxide uitstoot. Naast de nood aan kool als reducerend reagent in de hoogoven is er ook de grote hoeveelheid warmte die nodig is om het ijzer in te smelten en het staal warm te houden om het af te leveren met de gewenste kwaliteiten.

## Eigenschappen

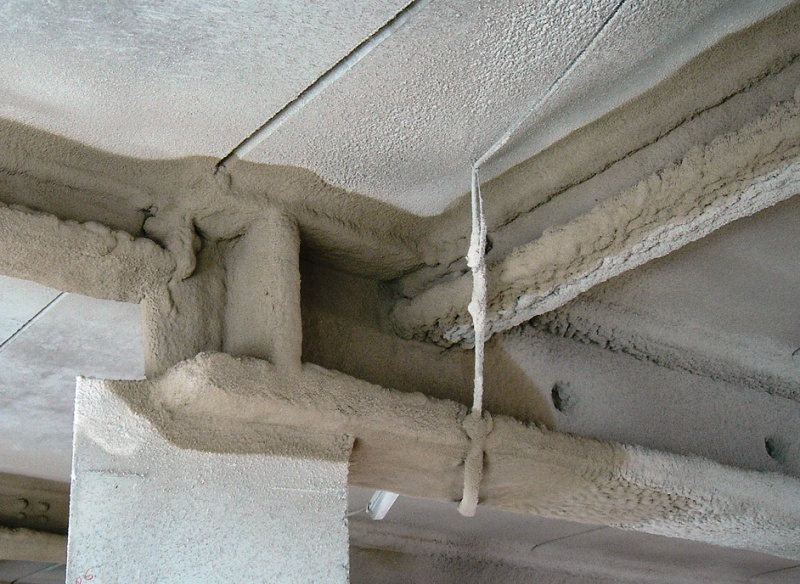
Bij verhitting verliest staal zijn sterkte op relatief lage temperatuur. Om staal tegen vuur te beschermen wordt het in gebouwen beschermd, bijvoorbeeld door een keramische laag.

De materiaaleigenschappen van staal zijn in vergelijking met andere metalen erg aantrekkelijk voor gebruik in verschillende doeleinden.
- De lineaire uitzettingscoëfficiënt bij kamertemperatuur bedraagt 12 × 10−6 K−1, oplopend naar 16 × 10−6 K−1 bij 600 °C en daarboven weer afnemend.
- Het soortelijk gewicht van staal bedraagt 7850 kg/m3. In de handel wordt vaak gerekend met een handelsgewicht van 8000 kg/m3.

### Sterkte
Voorheen werd de treksterkte van de legering gebruikt als aanduiding van de soort legering. "Staal 52" betekende dat de treksterkte 52 kg/mm² was. Later werd de benaming van "Staal 52" veranderd in "Fe 510" omdat de treksterkte in de SI-eenheid voor deze eigenschap 510 N/mm² is. Later ging men over tot het onderscheiden met toevoeging van de rekgrens (bv. S355).

## Koolstofstaal
Als koolstofstaal worden alle staal-legeringen beschouwd waarin de massafractie van koolstof (C) maximaal 1,8  bedraagt.

### Soorten koolstofstaal
Koolstof is bij staal geen legeringselement. Als er meer dan 2 wt% C in ijzer zit spreekt men van gietijzer. In het koolstof-gehalte kan onderscheid worden gemaakt tussen:
| Staalsoort[11]       | koolstofgehalte[1] |
| -------------------- | ------------------ |
| Laag-koolstofstaal   | 0,0 – 0,3 wt% C    |
| Medium-koolstofstaal | 0,3 – 0,7 wt% C    |
| Hoog-koolstofstaal   | 0,7 – 1,8 wt% C    |
| Gietijzer            | 1,8 – 4,3 wt% C    |

### Fasen
Koolstofstaal bestaat in meerdere fasen en mengfasen, sommige stabiel en anderen metastabiel:
- Bainiet
- Cementiet
- Ferriet
- Ledeburiet
- Martensiet
- Perliet
- Smelt
- Steadiet

## Legering
Staal valt in drie groepen in te delen aan de hand van de hoeveelheid toegevoegde elementen (legeringselementen):
- ongelegeerd staal (maximaal 1,5% aan legeringselementen)
- laaggelegeerd staal (van 1,5% tot 5% aan legeringselementen)
- hooggelegeerd staal (meer dan 5% aan legeringselementen)

### Ongelegeerd staal
Ongelegeerd staal bevat maximaal 1,5% aan legeringselementen (exclusief koolstof (C)). Ongelegeerd staal heeft een koolstofpercentage van 0,5% tot 2%. Veel gebruikte legeringselementen zijn onder andere mangaan (Mn) en silicium (Si). Net als koolstof worden mangaan en silicium gebruikt om de sterkte en hardheid te verhogen. Silicium is tevens een bijproduct van het staalbereidingsproces, het wordt gebruikt om zuurstof aan het staal te onttrekken.
Ongelegeerd staal is het meest gebruikte staal. Dit komt doordat het relatief goedkoop is en erg goed bewerkbaar.

### Laaggelegeerd staal
Laaggelegeerd staal (LGS) is een groep staallegeringen met in totaal minder dan 5% aan legeringselementen. Het bevat tussen de 1,5 en 5% legeringselementen (exclusief koolstof, C). Net als bij ongelegeerd staal zijn mangaan en silicium veel voorkomende legeringselementen (0,7% Si en 1,6% Mn). Maar ook chroom (Cr), vanadium (V), nikkel (Ni) en molybdeen (Mo) zijn in deze groep veel voorkomende legeringselementen. De invloeden van deze elementen zijn bij gebruik van verschillende elementen in één soort staal niet zo makkelijk te bepalen, daar sommige van deze elementen elkaar tegenwerken en andere elkaar juist weer versterken.
Chroom wordt vaak gebruikt om staal oxidatie- en corrosiebestendig te maken. Ook van de harde en slijtvaste eigenschappen van chroom wordt veel gebruikgemaakt in de staalindustrie. Chroom wordt veel gebruikt in combinatie met nikkel of molybdeen. Chroom in combinatie met molybdeen (het zogenaamde Chroom-molybdeenstaal) maakt het staal uitstekend bestand tegen hoge temperaturen en ook erg sterk. Vanadium wordt ook veel gebruikt in combinatie met chroom en molybdeen daar het ongeveer dezelfde eigenschappen geeft aan staal. Een voorbeeld hiervan is chroom-vanadiumstaal. Ook in gereedschapsstaal wordt veel vanadium gebruikt, het maakt het staal ook een stuk taaier, wat erg gunstig is voor gereedschap.

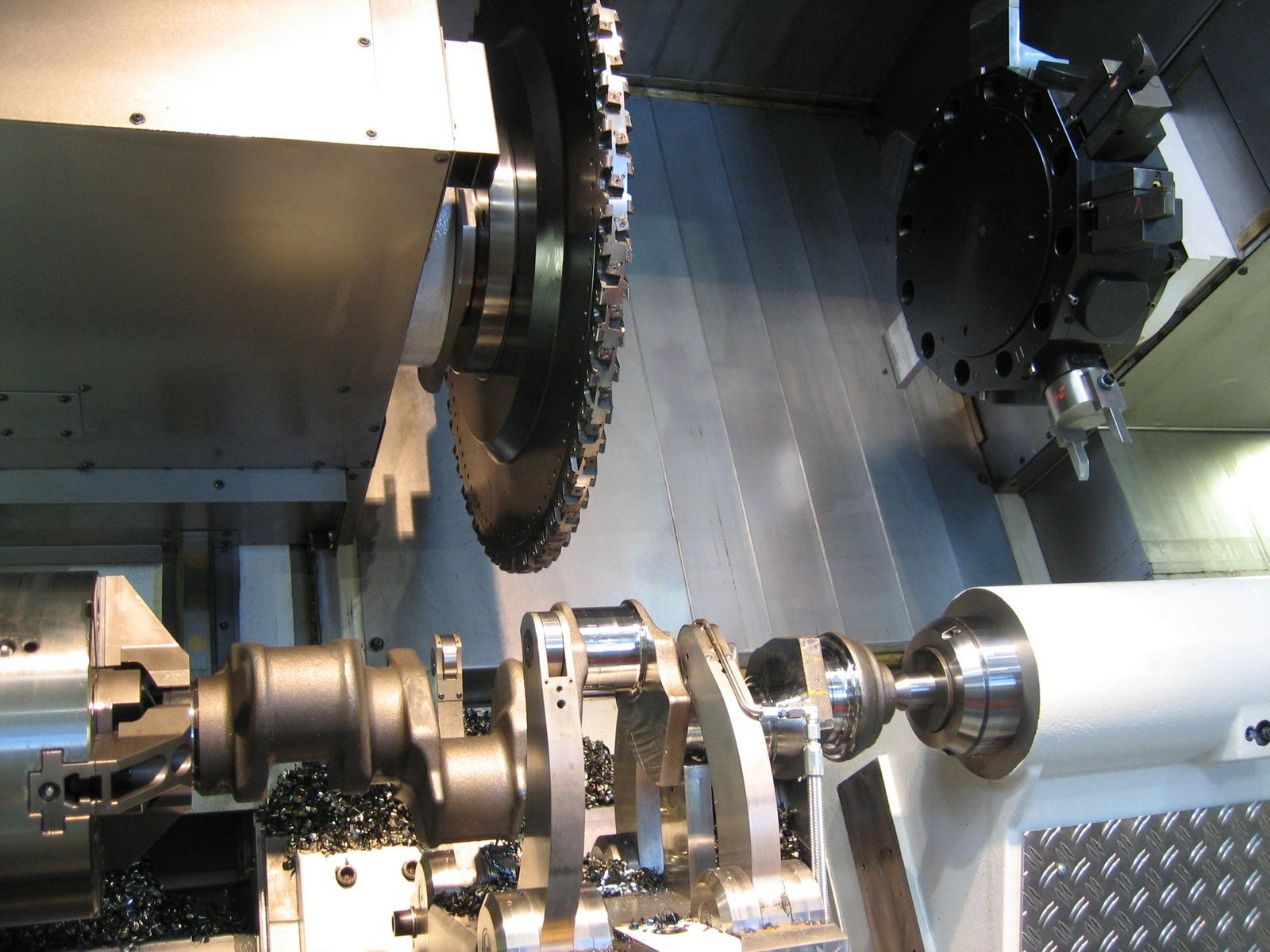
Een gelegeerd stalen product: een krukas in bewerking op een gereedschapswerktuig

Nikkel heeft gunstige invloed op staal bij heel hoge en heel lage temperaturen. Het wordt ook veel gebruikt om een aantal ongunstige eigenschappen van chroom tegen te gaan.

### Hooggelegeerd staal
Hooggelegeerd staal (HGS) bevat meer dan 5% aan legeringselementen. De bekendste vorm is roestvast staal (rvs). Een ander hooggelegeerd staal is gereedschapsstaal.
Hoofdlegeringselementen in rvs zijn chroom (Cr) en nikkel (Ni). Alleen chroom kan gebruikt worden om staal roestvast te maken, maar meestal wordt er een combinatie van chroom en nikkel gebruikt, omdat nikkel een aantal ongewenste effecten van chroom tegenwerkt (bijvoorbeeld 18% Cr en 8% Ni).
Zoals de naam al doet vermoeden is rvs bestand tegen oxidatie en corrosie. Deze eigenschap is te danken aan de chemische verbinding die chroom aangaat met zuurstof. Door die chemische verbinding vormt er zich een oxidehuid op het staal. De oxidehuid is heel dun en daardoor doorzichtig. Ze bestaat uit een netwerk van chroom(III)oxide, dat wel elektronen kan geleiden maar geen ionen. Daardoor is het metaal tegen corrosie bestand, mits de oxidehuid intact blijft. Dat is niet het geval in een chloride-oplossing, zoals zeewater of in gechloreerd zwemwater. Het resultaat is dan gelokaliseerde putcorrosie, die heel moeilijk te stoppen is omdat het chloride-ion zich vooral in de corrosieputten verzamelt. Een toeslag van molybdeen kan wel bestendigheid tegen chloor opleveren, bijvoorbeeld voor gebruik in zwembaden. Om de eigenschappen te verbeteren is dan ofwel een laag koolstofgehalte wenselijk, maar dan is de verspaanbaarheid slechter, ofwel een toeslag van titanium, maar dan is de lasbaarheid slechter.

## Staalsoorten
Koolstofstaal en staal komen voor in vele toepassingen, die de veelzijdigheid van dit materiaal demonstreren. Koolstofstaal kan de gebruikseisen van het merendeel van de toepassingen tegemoet komen. Daarom kan men er vanuit gaan dat de toepassing van duurdere legeringen begint met de vraag naar combinaties van eigenschappen die niet kunnen worden beantwoord door koolstofstaal.

### Populaire staalsoorten
Naast koolstofstaal zijn de veel voorkomende, populaire staalsoorten:
- Automatenstaal, ontwikkeld voor goede verspaanbaarheid en voor fabricage van moeren en schroeven (max. 0,35% zwavel en 0,35% lood)
- Austenitisch-mangaanstaal (Hadfield staal), slijtvast staal (± 1,2% C en ± 12% Mn)
- Damaststaal of woets, klassiek soort gietstaal uit India
- DARVA-glas, amorfe staallegering
- Dead mild staal, gevormd tot dunne platen of banden voor perswerk (± 0,05% C)
- Edelstaal, hoogwaardig roestvast staal
- Fijnkorrelig staal, staalsoorten die zijn gedesoxideerd met aluminium
- Gereedschapstaal, dure legeringen die over het algemeen zeer hard, slijtvast, sterk en ongevoelig voor plaatselijke oververhitting zijn
- Gietijzer, ijzer-koolstoflegering met minimaal 2,06 wt% koolstof (C) en daarmee in essentie geen (koolstof)staal
- Gietstaal of kroezenstaal, staal van hoge kwaliteit
- Hergesmolten staal, staal met een extreem hoog zuiverheidsniveau
- IF-staal, staalsoort zonder interstitiele legeringselementen
- Laaggelegeerd staal met hoge sterkte (HSLA-staal, Engels: High Strength Low Alloy Steel), laag-gelegeerd staal met een zeer fijne korrels
- Lagerstaal, hard staalsoort dat wordt gebruikt voor lagers
- Matrijsstaal, staaltype dat wordt gebruikt voor de fabricage van matrijzen
- Nitralloy staal, staal voor nitreer-doeleinden (± 1 % aluminium)
- Roestvast staal (RVS), staal dat weerstand geeft tegen corrosie
- Snelstaal (HSS, Engels: High Speed Steel) is staal dat bij hogere temperaturen zijn hardheid behoudt. Daardoor is het zeer geschikt voor gereedschap dat heet kan worden, zoals metaal- en betonboren. De sterkte of hardheid van het staal wordt bepaald door de hoeveelheid koolstof.
- Stralingsvrij staal, staal dat niet vervuild is met zogenaamde radionuclides; geproduceerd voor kernwapens
- Transformatorblik, staal met hoog siliciumgehalte
- Weervast staal, verzamelnaam voor staalsoorten die een beschermlaag van roest vormen in de buitenlucht
  - Cortenstaal, type weerbestendig staal

### Overige vormen van staal
- Hamerslag, laagje op het staaloppervlak dat is ontstaan door walsen

## Productie
In 2017 werd in totaal 1.690 miljoen ton staal geproduceerd. De Volksrepubliek China is veruit de grootste producent met een wereldmarktaandeel van 50%. Japan staat op de tweede plaats met een productie van 105 miljoen ton en wordt op korte afstand gevolgd door India. In de Europese Unie van 28 landen, wordt zo'n 168 miljoen ton geproduceerd. Duitsland is binnen de EU het grootste met 43 miljoen ton, gevolgd door Italië (24) en Frankrijk (16). België en Nederland ontwijken elkaar maar weinig, Nederland produceert redelijk consistent zo'n 7 miljoen ton staal op jaarbasis en België zo'n 1 miljoen ton meer.
In 2017 was 70% van al het staal afkomstig uit hoogovens. De resterende 30% kwam uit zogenaamde mini-mills, dit zijn staalbedrijven die schroot recycleren met vlamboogovens. In de Verenigde Staten produceren de mini-mills meer staal dan de hoogovenbedrijven, in Europa hebben ze een aandeel van 40% in de totale staalproductie en in China is het aandeel iets minder dan 10%.
In de periode van 2000 tot en met 2020 is de globale staalproductie ruimschoots verdubbeld. Bijna de hele stijging is veroorzaakt door één land, China. Na de economische ommekeer eind jaren zeventig heeft China veel geïnvesteerd in een eigen staalindustrie wat heeft geresulteerd in een dominante positie.
| Jaar | Wereld (A) | Europa (B) | Volksrepubliek China (C) | (B) / (A) | (C) / (A) |
| ---- | ---------- | ---------- | ------------------------ | --------- | --------- |
| 1880 | 12         |            |                          | ~70%      |           |
| 1900 | 45         |            |                          | ~50%      |           |
| 1920 | 91         |            |                          | ~35%      |           |
| 1950 | 189        |            |                          |           |           |
| 1960 | 347        |            |                          |           |           |
| 1970 | 595        |            |                          |           |           |
| 1980 | 716,6      | 161,3      | 37,1                     | 23%       | 5%        |
| 1990 | 546,4      | 136,5      | 62,4                     | 25%       | 11%       |
| 2000 | 848,9      | 210,4      | 128,5                    | 25%       | 15%       |
| 2005 | 1147,8     | 220,6      | 355,8                    | 19%       | 31%       |
| 2010 | 1433,4     | 206,6      | 702,0                    | 14%       | 49%       |
| 2015 | 1620,0     | 201,9      | 803,8                    | 12%       | 50%       |
| 2020 | 1864,0     | 138,8      | 1053,0                   | 7%        | 56%       |

In de staalsector zijn relatief veel spelers actief, er zijn maar drie grote mijnbouwbedrijven die de levering van ijzererts grotendeels verzorgen. Dit zijn Rio Tinto, BHP en Vale. In 2017 was ArcelorMittal de grootste producent met 97 miljoen ton of 6% van het wereldwijde totaal. Het werd gevolgd door China Baowu Group met 65 miljoen ton en Nippon Steel and Sumitomo Metal Corporation met 47 miljoen ton. Het Amerikaanse Nucor is de grootste mini-mill en stond met 25 miljoen ton staal op de 11e plaats.
Per hoofd van de wereldbevolking wordt ruim 200 kg staal per jaar gebruikt. In Zuid-Korea ligt dit ruim boven de 1000 kg mede door de grote scheepsbouw- en automobielindustrie. In China ligt het rond de 500 kg en hier zijn vooral de bouw en de aanleg van infrastructuur belangrijke redenen voor het bovengemiddeld verbruik. In Afrika wordt per hoofd minder dan 30 kg per jaar gebruikt.
| Topproducenten van staal 2019 | Topproducenten van staal 2019 | Topproducenten van staal 2019 |
| Positie                       | Land                          | Productie (miljoenen ton)     |
| ----------------------------- | ----------------------------- | ----------------------------- |
| 1                             | China                         | 996,3                         |
| 2                             | India                         | 111,2                         |
| 3                             | Japan                         | 99,3                          |
| 4                             | Verenigde Staten              | 87,9                          |
| 5                             | Rusland                       | 71,6                          |
| 6                             | Zuid-Korea                    | 71,4                          |
| 7                             | Duitsland                     | 39,7                          |
| 8                             | Turkije                       | 33,7                          |
| 9                             | Brazilië                      | 32,2                          |
| 10                            | Iran                          | 31,9                          |
| 11                            | Italië                        | 23,2                          |
| 12                            | Taiwan                        | 22,1                          |
| 13                            | Oekraïne                      | 20,8                          |
| 14                            | Vietnam                       | 20,1                          |
| 15                            | Mexico                        | 18,6                          |
| 16                            | Frankrijk                     | 14,5                          |
| 17                            | Spanje                        | 13,6                          |
| 18                            | Canada                        | 12,8                          |
| 19                            | Polen                         | 9,1                           |
| 20                            | Bangladesh                    | 9,0                           |

## Trivia
- Een bekende staalproducent in Nederland is Tata Steel IJmuiden, voorheen de Koninklijke Hoogovens, dat jaarlijks bijna 7 miljoen ton staal produceert.
- ArcelorMittal is de grootste producent van staal ter wereld, met een productie van 109,7 miljoen ton staal per jaar. De onderneming beschikt over minstens 61 vestigingen in 27 landen en heeft wereldwijd zo'n 320.000 werknemers in dienst. De omzet in 2009 bedroeg $65 miljard.
- De term "pisbakkenstaal" wordt soms gebruikt om een staalsoort van slechte kwaliteit aan te duiden (net als waaibomenhout gebruikt wordt om slecht hout aan te duiden). Soms wordt pisbakkenstaal afgekort tot PBS, vergelijkbaar met de afkorting RVS voor roestvast staal. In werkelijkheid moet echter voor een stalen urinoir juist een goede staalsoort gekozen worden vanwege de zuren in de urine.
- De naam Stalin die de Sovjetdictator Josef Djoegasvili voor zichzelf koos, betekent "man van staal".
- De typische Duitse soldatenhelm uit de Eerste en Tweede Wereldoorlog wordt als Stahlhelm ('stalen helm') aangeduid.
- Sinds de Trinity testen in 1945 kan men geen stralingsvrij staal meer produceren.
- Valyrisch staal is een fictief metaal uit de boekenreeks Het lied van ijs en vuur van de Amerikaanse fantasyschrijver George R.R. Martin. Bekend van Het spel der tronen.
- In de taal wordt staal ook gebruik als aanduiding voor "waardevol" en/of "duurzaam", zoals:
  - een stalen huwelijk, zie huwelijksverjaardag,
  - een stalen jubileum, zie jubileum.